# ジョン・ジョン・モリナ
ジョン・ジョン・モリナ（John John Molina、1965年3月17日 - ）は、プエルトリコの男性プロボクサー。ファハルド出身。元IBF・WBO世界スーパーフェザー級王者。

## 来歴
1984年モリーナはロサンゼルスオリンピックにバンタム級で出場。初戦は5-0の完封勝ち。2回戦は2-3の僅差判定負けで敗退した。
1986年2月25日、モリーナはニュージャージー州アトランティックシティでプロデビューを果たし4回2-0の判定勝ちで白星デビューを飾った。
1987年5月24日、ルーペ・スアレスと対戦し自身初のKO負けとなる9回2分1秒TKO負けでキャリア初黒星。
1988年10月27日、カリフォルニア州サクラメントのアルコ・アリーナでIBF世界スーパーフェザー級王者トニー・ロペスと対戦し12回0-3の僅差判定負けで王座獲得に失敗した。
1989年4月29日、サンフアンでWBO世界スーパーフェザー級王座決定戦をファン・ラポータと行い、12回3-0の判定勝ちで初代王座になった。
その後WBO世界スーパーフェザー級王座を返上して1989年10月7日、アルコ・アリーナでIBF世界スーパーフェザー級王者トニー・ロペスと再戦を行い10回2分40秒TKO勝ちでWBOに続きIBFでの世界王座獲得に成功した。
1990年1月28日、アトランティックシティのトランプ・プラザ・ホテルで初黒星を付けられたルーペ・スアレスと対戦し6回2分43秒TKO勝ちで3年越しのリベンジと初防衛に成功した。
1990年5月20日、トニー・ロペスと3度目の対戦となるリマッチを行い、前回同様優位に試合を進めたに見えたが11回にダウンを奪われて形勢逆転を許し12回1-2の判定負けで、2度目の防衛に失敗し王座から陥落した。
1992年2月22日、南アフリカスーパーボールでブライアン・ミッチェルの返上で空位になったIBF世界スーパーフェザー級王座決定戦をジャッキー・グングルザと対戦し4回2分56秒TKO勝ちで2年振りの王座返り咲きに成功した。
1992年8月22日、バヤモンのルーベン・ロドリゲス・コロシアムでフェルナンド・カイセロと対戦し4回38秒TKO勝ちで初防衛に成功した。
1993年2月13日、ルーベン・ロドリゲス・コロシアムでフランシスコ・セグラと対戦し8回2分24秒TKO勝ちで2度目の防衛に成功した。
1993年6月26日、元IBF世界フェザー級王者マヌエル・メディナと対戦し12回3-0の判定勝ちでメディナの2階級制覇を阻止して3度目の防衛に成功した。
1993年10月9日、バーナード・ティラーと対戦し8回1分0秒TKO勝ちで4度目の防衛に成功した。
1994年1月22日、ウェールズカーディフのウェールズ・インスティット・オブ・スポートでフロイド・ハーバードと対戦し6回終了時棄権で5度目の防衛に成功した。
1994年4月22日、ネバダ州ラスベガスのシーザーズ・パレスでグレゴリオ・バルガスと対戦し12回3-0の判定勝ちで6度目の防衛に成功した。
1994年11月26日、ルーベン・ロドリゲス・コロシアムでウィルソン・ロドリゲスと対戦し10回1分41秒KO勝ちで7度目の防衛に成功した。
1995年2月、モリーナはIBF世界スーパーフェザー級王座を返上。
1995年2月18日、MGMグランドでWBO世界ライト級王者オスカー・デ・ラ・ホーヤと対戦し判定まで粘るも12回0-3の判定負けで2階級制覇に失敗した。
1995年12月1日、インディオのファンタジー・スプリングスカジノでIBC世界ライト級王座決定戦をエドゥアルド・ペレスと行い6回TKO勝ちで王座獲得に成功した。
1998年5月9日、アトランティックシティのトランプ・タージ・マハールでIBF世界ライト級王者シェーン・モズリーと対戦し8回2分27秒TKO負けでまたしても主要4団体の2階級制覇に失敗した。
1999年1月16日、MGMグランドでIBF世界スーパーフェザー級王者ロベルト・ガルシアと対戦し12回0-3の判定負けで5年振りの王座返り咲きに失敗した。
1999年3月20日、ラスベガスのニューフロンティア・ホテルでWBCアメリカ大陸ライト級王者ルーベン・ナルバエスと対戦し7回1分6秒TKO勝ちで王座獲得に成功した。
2000年2月16日、FACARBOXスーパーフェザー級王者ファン・カルロス・スアレスと対戦し8回1分7秒TKO勝ちで王座獲得に成功した。
2001年5月5日、NABF北米・IBA世界ライト級王者ファン・ラズカーノと対戦し11回1分6秒TKO負けを最後に現役を引退した。

## 獲得タイトル
- WBO世界スーパーフェザー級王座（防衛0度=返上）
- IBF世界スーパーフェザー級王座（防衛1度）
- IBF世界スーパーフェザー級王座（防衛7度=返上）
- IBC世界ライト級王座
- WBCアメリカ大陸ライト級王座
- FACARBOXスーパーフェザー級王座